# Zespół ucisku lewej żyły nerkowej przez aortę i tętnicę krezkową górną

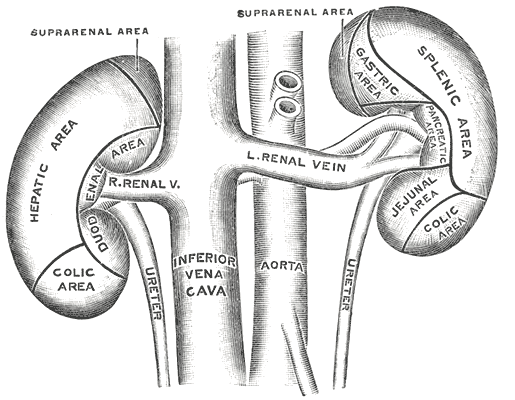
Żyła nerkowa lewa (left renal vein) krzyżuje się z aortą, biegnąc od lewej nerki do żyły głównej dolnej (inferior vena cava)

Zespół ucisku lewej żyły nerkowej przez aortę i tętnicę krezkową górną, zespół dziadka do orzechów – naczyniowy zespół uciskowy, w którym żyła nerkowa lewa zostaje ściśnięta poprzez naczynia tętnicze: aortę i tętnicę krezkową górną.
Zespół ucisku lewej żyły nerkowej przez aortę i tętnicę krezkową górną objawia się krwiomoczem i białkomoczem. Zdiagnozowanie go nie należy do prostych zadań. Jego podejrzenie wysuwa się w przypadku, gdy w cystoskopii odnotowuje się krwiomocz pochodzący jedynie z nerki lewostronnej. Wniosek taki wymaga potwierdzenia za pomocą diagnostyki obrazowej, może ku temu służyć USG. Jeśli badanie ultrasonograficzne nie wystarczy do postawienia definitywnego rozpoznania, używa się angio-CT, angio-MR, a nawet wenografii MR.
Zespół dziadka do orzechów może ustąpić bez leczenia w przypadku dzieci bądź młodych dorosłych.
Leczenie zespołu ucisku lewej żyły nerkowej przez aortę i tętnicę krezkową górną zależy od nasilenia objawów. W przypadkach łagodnych można ograniczyć się do samej obserwacji pacjenta. W cięższych konieczne może być umieszczenie w uciskanej żyle nerkowej lewej stentu. Może się również zdarzyć, że zajdzie potrzeba przeszczepienia nerki (jednakże jej szypułę naczyniową umieszcza się już oczywiście w innym, bezpieczniejszym miejscu), aczkolwiek chodzi tu o przypadki skrajne.